# 拉诺迪耶尔区

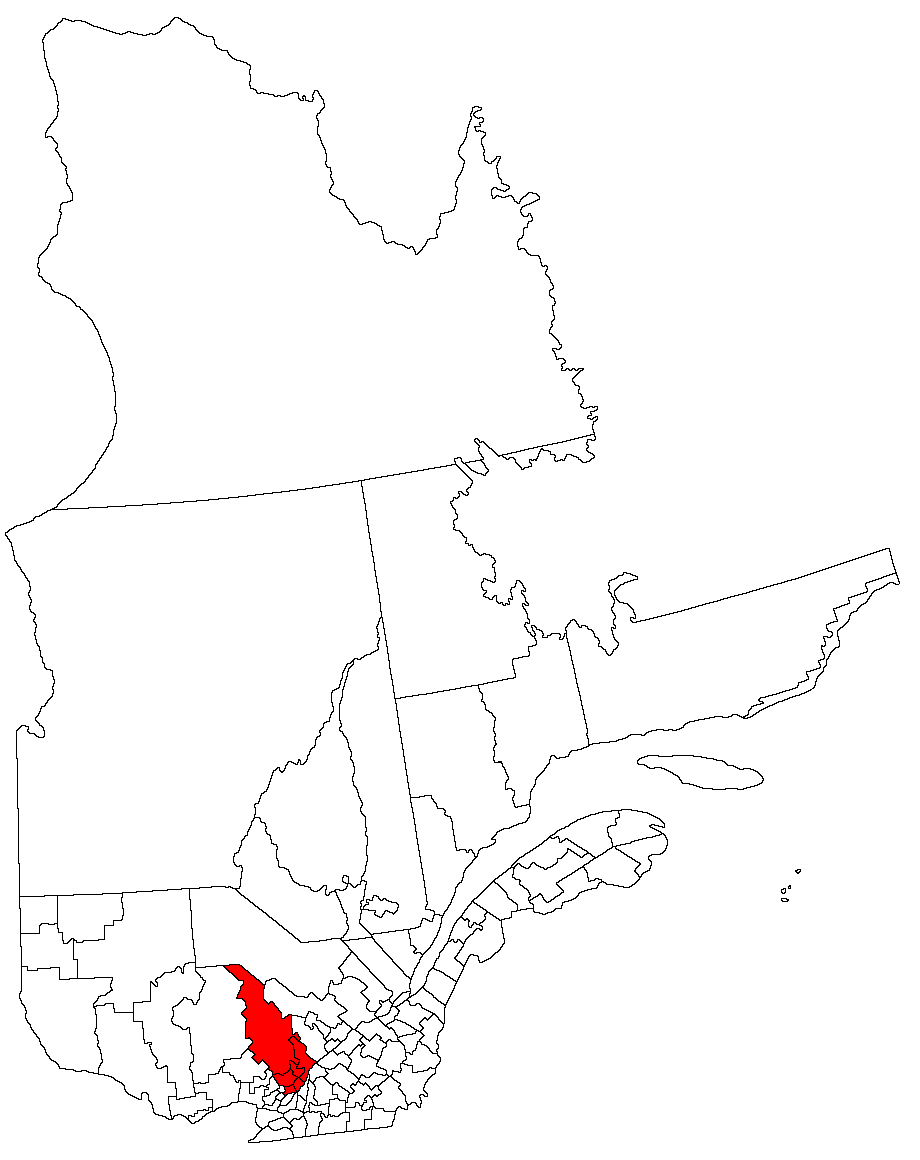
Map of Quebec highlighting the region

拉诺迪耶尔区（法語：Lanaudière，法語發音：[lanodjɛʁ]，错误：{{IPA}}：無法辨識語言標籤 frdia）是蒙特利尔东北的一个区，面积13537平方公里，人口42.4233万。下辖6个县，一个印第安保留地。地势上南地北高，从最南部的圣劳伦斯河谷到北部的洛康恩山地海拔高度逐渐升高。拉诺迪耶尔区的旅游资源以文化和自然环境的和谐而著称，是魁北克省著名的度假胜地。拉诺迪耶尔区的得名来自为纪念拉瓦尔特里（Lavaltrie）领主的女儿玛丽-夏洛特·德·拉诺迪耶尔（Marie-Charlotte de Lanaudiere）。